# Mezőszengyel község
Mezőszengyel község (románul: Comuna Sânger) község Maros megyében, Romániában. Központja Mezőszengyel, beosztott falvai Borza, Fodorkút, Keménytelke, Pripora, Sárkihíd, Zapodia.

## Népessége
A 2011-es népszámlálás adatai alapján a község népessége 2400 fő volt.